# Carl Schmidt (Oberkirchenrat)
Friedrich Carl August Schmidt (* 23. September 1848 in Schwerin; † 23. September 1912 in Bad Blankenburg) war ein deutscher Kirchenjurist.

## Leben
Carl Schmidt entstammte einer weitverzweigten mecklenburgischen Pastoren- und Juristenfamilie und war ein Sohn des mecklenburg-schwerinschen Oberappellationsgerichtsrats Carl (Adolf Ludwig Georg) Schmidt (1814–1871). Der Drost und kurzzeitige Oberkirchenrat Jaspar Schmidt war sein Onkel. Er studierte Rechtswissenschaften. 1872 trat er in den Dienst des Großherzogtums Mecklenburg-Schwerin und wurde Auditor bei der Justizkanzlei Rostock. 1875 bestand er sein Richterexamen und wurde Amtsmitarbeiter in Bützow und 1877 in Doberan. 1878 kam er als juristischer Hilfsarbeiter an die Justizkanzlei Schwerin. 1879 wurde er zum Landgerichtsrat in Güstrow ernannt und wechselte 1883 in gleicher Eigenschaft nach Rostock.
1888 wurde er als Konsistorialrat Mitglied des Großherzoglichen Konsistoriums in Rostock. 1898 wurde er zum Oberkirchenrat in Schwerin ernannt. 1908 erhielt er gemeinsam mit dem geistlichen Oberkirchenrat Ernst Haack den Titel Geheimer Oberkirchenrat. Seit dessen Eröffnung 1901 lehrte er Kirchenrecht am Schweriner Predigerseminar.
Seit 1895 war er verheiratet mit Ottilie Caroline Elisabeth Auguste (1862–1945), geb. von der Decken, einer Tochter des Generalmajors Eberhard von der Decken. Carl Schmidt starb an seinem 64. Geburtstag während eines Sanatoriumsaufenthalts.

## Auszeichnungen
- Hausorden der Wendischen Krone, Komturkreuz

## Werke
- Mecklenburg-Schwerinsches Kirchenrecht mit besonderer Rücksicht auf Theologen. Schwerin: Bahn 1908 (Digitalisat, Hathi Trust)